# Mirebalais (ort)
Mirebalais är en ort i Haiti.   Den ligger i departementet Centre, i den centrala delen av landet, 40 km nordost om huvudstaden Port-au-Prince. Mirebalais ligger 121 meter över havet och antalet invånare är 9 082.
Terrängen runt Mirebalais är varierad. Runt Mirebalais är det tätbefolkat, med 266 invånare per kvadratkilometer. Närmaste större samhälle är Savanette, 17,6 km söder om Mirebalais. Trakten runt Mirebalais består till största delen av jordbruksmark.